# All-Star Game de la NBA 1956
El sexto All-Star Game de la NBA de la historia se disputó el día 24 de enero de 1956 en el Rochester War Memorial Coliseum de la ciudad de Rochester, Nueva York. El equipo de la Conferencia Este estuvo dirigido por George Senesky, entrenador de Philadelphia Warriors y el de la Conferencia Oeste por Charley Eckman, de Fort Wayne Pistons. La victoria correspondió al equipo del Oeste, por 108-94, siendo elegido MVP del All-Star Game de la NBA el ala-pívot de St. Louis Hawks Bob Pettit, que consiguió 20 puntos y 24 rebotes. El partido fue seguido en directo por 8.517 espectadores. Por el Este destacó la labor de Neil Johnston, de Philadelphia Warriors, que consiguió 17 puntos y Harry Gallatin de los Knicks que anotó 16.

## Estadísticas

### Conferencia Oeste
| CONFERENCIA OESTE             |     |     |     |     |     |     |     |     |
| Jugador, Equipo               | MIN | TCA | TCI | TLA | TLI | REB | AST | PTS |
| Mel Hutchins, Fort Wayne      | 27  | 5   | 11  | 1   | 2   | 4   | 0   | 11  |
| George Yardley, Fort Wayne    | 19  | 3   | 7   | 2   | 3   | 6   | 1   | 8   |
| Larry Foust, Fort Wayne       | 20  | 3   | 9   | 3   | 4   | 4   | 0   | 9   |
| Slater Martin, Minneapolis    | 29  | 3   | 7   | 3   | 3   | 1   | 7   | 9   |
| Bobby Wanzer, Rochester       | 25  | 4   | 8   | 5   | 6   | 5   | 2   | 13  |
| Maurice Stokes, Rochester     | 20  | 4   | 11  | 2   | 5   | 16  | 2   | 10  |
| Bob Pettit, St. Louis         | 31  | 7   | 17  | 6   | 7   | 24  | 7   | 20  |
| Vern Mikkelsen, Minneapolis   | 22  | 5   | 13  | 6   | 7   | 9   | 2   | 16  |
| Clyde Lovellette, Minneapolis | 20  | 3   | 10  | 1   | 3   | 10  | 0   | 7   |
| Bob Harrison, St. Louis       | 25  | 2   | 7   | 1   | 2   | 0   | 1   | 5   |
| Totales                       | 240 | 39  | 100 | 30  | 42  | 79  | 22  | 108 |

MIN: Minutos. TCA: Tiros de campo anotados. TCI: Tiros de campo intentados. TLA: Tiros libres anotados. TLI: Tiros libres intentados. REB: Rebotes. AST: Asistencias. PTS: Puntos

### Conferencia Este
| CONFERENCIA ESTE            |                                        |                                        |                                        |                                        |                                        |                                        |                                        |                                        |
| Jugador, Equipo             | MIN                                    | TCA                                    | TCI                                    | TLA                                    | TLI                                    | REB                                    | AST                                    | PTS                                    |
| Paul Arizin, Philadelphia   | 28                                     | 5                                      | 13                                     | 3                                      | 5                                      | 7                                      | 1                                      | 13                                     |
| Dolph Schayes, Syracuse     | 25                                     | 4                                      | 8                                      | 6                                      | 10                                     | 4                                      | 2                                      | 14                                     |
| Neil Johnston, Philadelphia | 25                                     | 5                                      | 9                                      | 7                                      | 11                                     | 10                                     | 1                                      | 17                                     |
| Bob Cousy, Boston           | 24                                     | 2                                      | 8                                      | 3                                      | 4                                      | 7                                      | 2                                      | 7                                      |
| Dick McGuire, New York      | 29                                     | 2                                      | 9                                      | 2                                      | 5                                      | 0                                      | 3                                      | 6                                      |
| Johnny Kerr, Syracuse       | 16                                     | 2                                      | 4                                      | 0                                      | 1                                      | 8                                      | 0                                      | 4                                      |
| Harry Gallatin, New York    | 30                                     | 5                                      | 12                                     | 6                                      | 7                                      | 5                                      | 2                                      | 16                                     |
| Ed Macauley, Boston         | 20                                     | 1                                      | 9                                      | 2                                      | 4                                      | 2                                      | 3                                      | 4                                      |
| Jack George, Philadelphia   | 21                                     | 2                                      | 7                                      | 2                                      | 2                                      | 3                                      | 2                                      | 6                                      |
| Bill Sharman, Boston        | 24                                     | 2                                      | 8                                      | 3                                      | 4                                      | 7                                      | 2                                      | 7                                      |
| Carl Braun, New York        | Seleccionado, pero no jugó por lesión. | Seleccionado, pero no jugó por lesión. | Seleccionado, pero no jugó por lesión. | Seleccionado, pero no jugó por lesión. | Seleccionado, pero no jugó por lesión. | Seleccionado, pero no jugó por lesión. | Seleccionado, pero no jugó por lesión. | Seleccionado, pero no jugó por lesión. |
| Totales                     | 240                                    | 30                                     | 87                                     | 34                                     | 53                                     | 53                                     | 18                                     | 94                                     |

MIN: Minutos. TCA: Tiros de campo anotados. TCI: Tiros de campo intentados. TLA: Tiros libres anotados. TLI: Tiros libres intentados. REB: Rebotes. AST: Asistencias. PTS: Puntos